# 張志豪 (香港)
張志豪（Cheung Chi Ho，1972年7月11日—），生於香港，已退役香港著名籃球運動員，司職小前鋒，前任亞視新聞副採訪主任，及前TVB《體育世界》主持，於2016年與何詠恩結婚，現擔任有線電視體育台旁述員。

## 籃球生涯
張志豪生於香港，初中是參與田徑運動的，直至有一位教練建議他打籃球，久而久之就令他迷上了，開始踏上籃球之路，中學就讀大同中學（中文部），在中五就正式成為甲一籃球員，於1990年加盟他第一支甲組球隊均安，其後轉展效力柏寧頓、長城電子、海裕及福建等，最終參與了足足17年的香港甲一籃球聯賽。1993年，張志豪代表香港到美國水牛城參加世界大學生運動會，其後再在1995年參加在日本福岡舉行的世界大學生運動會，於1994年參加世界大專籃球賽，在1993至1995年選香港大專籃球明星隊隊長，在2004年宣佈退役並留守福建成為教練，及後轉當領隊。

## 退役生涯
張志豪於1995年加盟TVB主持體育世界，2000年轉職亞視新聞部任高級體育記者兼主播，2006年，他在球員兼師兄劉勇（現為ESPN STAR Sports主播）的影響下，入讀珠海書院新聞系。在畢業後加入無綫電視當《體育世界》主持，7年後轉職亞洲電視成為新聞報導員，主要擔任《體育快訊》主播。2016年11月開始為有線電視體育台旁述東南亞職業籃球聯賽和中國男子籃球職業聯賽。

## 外部連結
- 香港籃球總會網頁 （页面存档备份，存于）
- 張志豪在fiba.basketball（英语）